# Myrtus

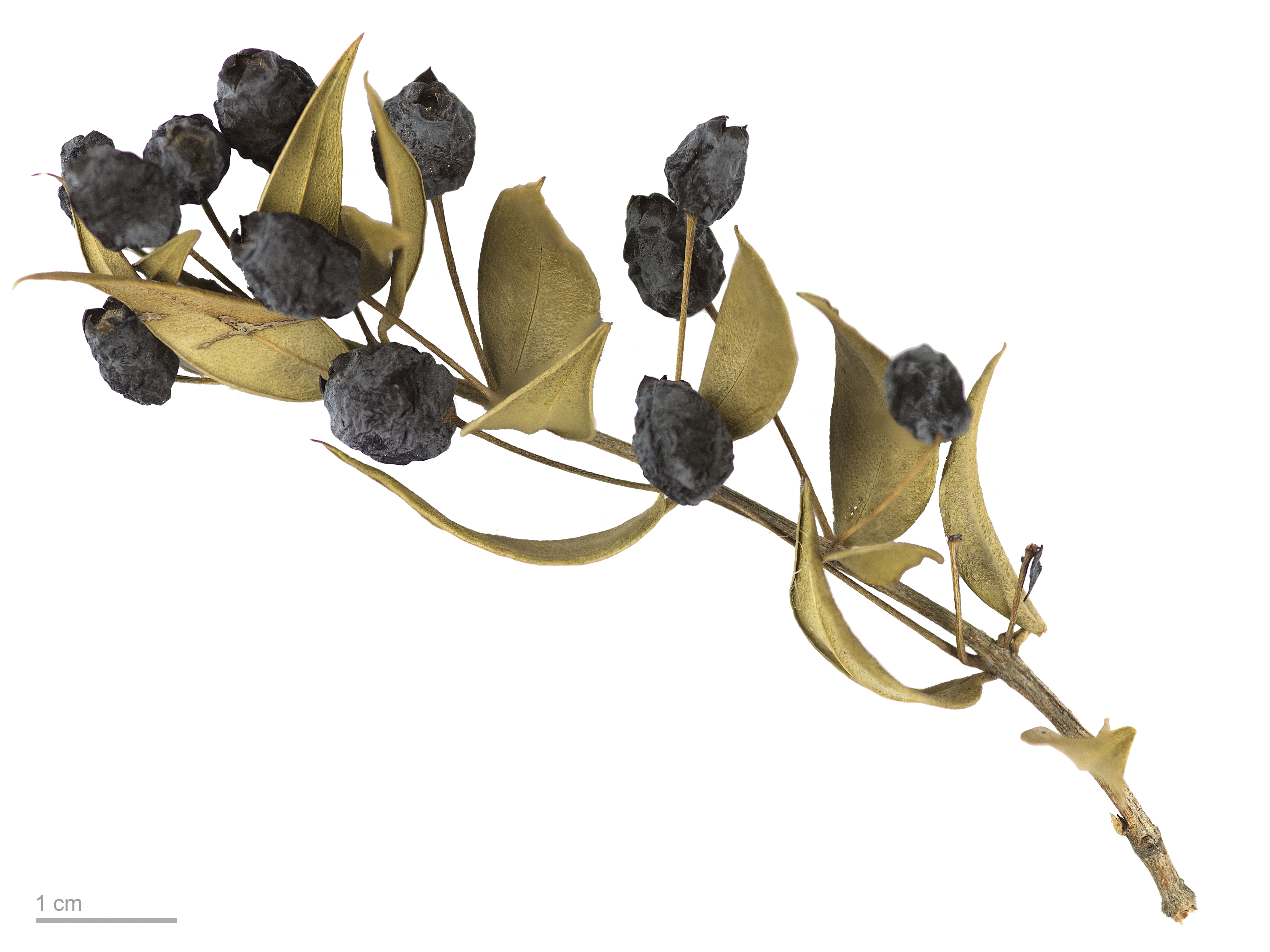
Myrtus communis

Myrtus (del latín myrtus, y este del griego μύρτος) es un género de la familia Myrtaceae con una o dos especies, conocidas como mirto, arrayán o murta. Es oriundo de la Europa meridional y el norte de África.

## Características
Los mirtos son arbustos de follaje perenne que forman espesuras densas que pueden alcanzar generalmente hasta los 3 metros de altura.
Son arbustos perennifolios, densos y muy ramosos, de hasta 4 o 5 m de altura. Hojas coriáceas, lanceoladas y relucientes, ovatolanceoladas, agudas y opuestas y persistentes de 2 a 3 cm provistas de glándulas que al restregarlas son muy aromáticas. Flores axilares, blancas, fragantes y muy olorosas que miden de 2 a 3 cm de diámetro con numerosos estambres. Fruto en baya, de 1 cm de diámetro, de color azul oscuro o negro azulado. 
Tienen como fruto unas bayas comestibles que son dispersadas por las aves. La especie requiere climas suaves, aunque soporta bastante bien la sequía estival del clima mediterráneo no debe ser excesivamente acusada y necesita suelos frescos y algo húmedos, por lo que las comunidades de arrayán son propias de la costa e islas del mediterráneo.
El mirto común (M. communis) se halla extendido por toda la región mediterránea en solanas secas y bosques de pinos.

## Simbología
En la Grecia Clásica, el mirto o arrayán estaba asociado a la diosa Venus o Afrodita y simbolizaba tanto la fecundidad como la fidelidad. Plinio el Viejo describe, en su Historia Natura ritos nupciales en los que los esposos iban coronados con mirto durante el banquete. En época romana la planta no pierde su significado erótico, pues se utilizaban ramilletes de mirto para azotar a las mujeres durante las festividades de la Bona Dea con el fin de aumentar su fertilidad, tal y como describe Ovidio en sus Fastos.
Otra historia del mundo clásico relaciona el mirto con significados funerarios: la de Baco o Dioniso bajando al Hades a rescatar a su madre, Sémele, muerta por los rayos de Júpiter. La tradición cuenta que tuvo que dejar un arbusto de mirto en el inframundo para poder sacar a su progenitora.
El catolicismo continúa utilizando el mirto, esta vez con su sentido de pureza y fidelidad, para coronar a los nuevos cristianos en épocas tempranas o representando a la Virgen con una rama en señal de virginidad.

## Usos
Se emplea como planta ornamental en parques y jardines. 
El aceite de sus hojas, flores y frutos es aromático, por lo que se emplea en perfumería. Se cultiva desde la antigüedad por sus flores y sus hojas aromáticas y se la consideraba el símbolo del amor y la belleza ya que, junto con la rosa, era una de las plantas consagradas a la diosa Venus o Afrodita.
A nivel culinario, muchos platos de cerdo mediterráneos incluyen bayas de mirto, y el lechón asado a menudo se rellena con ramitas de mirto en la cavidad del vientre, para impartir un sabor aromático a la carne.
Sus hojas, machadas en mortero y aplicadas a modo de cataplasma, tienen propiedades balsámicas y tratan la piel irritada, heridas, inflamaciones y ulceraciones. También se pueden infusionar para combatir resfriados y bronquitis.
La corteza y la raíz son ricas en taninos y los frutos se pueden emplear como condimento; siendo las bayas, enteras o molidas, utilizadas como sustituto de la pimienta. Contribuyen al sabor distintivo de la salchicha Mortadella y la salchicha de Bolonia americana.
En Calabria, se pasa una rama de mirto a través de higos secos y luego se hornea. Los higos adquieren un sabor agradable a partir de los aceites esenciales de la hierba. Luego se disfrutan durante los meses de invierno.
Se usa con fines religiosos en el Judaísmo para la festividad de Sukot, en la ofrenda de las cuatro especias.
Igualmente se elabora con la baya de esta planta un licor de mirto. En las islas de Cerdeña y Córcega se produce una partir de la maceración en alcohol. Mirto es una de las bebidas más típicas de Cerdeña y se presenta en dos variedades: mirto rosso (rojo) producido por la maceración de las bayas, y mirto bianco (blanco) producido a partir de las bayas amarillas menos comunes y, a veces, las hojas.

## Propagación
Se hace con facilidad por semillas que se obtienen de sus bayas en el mes de septiembre, puede hacerse también por esquejes como sistema para clonar la planta madre. Es una planta fácil de cultivar y es muy agradecida.